# جزیره ترنر (ساسکاچوان)
جزیره ترنر (به انگلیسی: Turner Island) یک جزیره غیر مسکونی در کانادا است که در ساسکاچوان واقع شده‌است. جزیره ترنر ۰ نفر جمعیت دارد.